# Roosburgramp

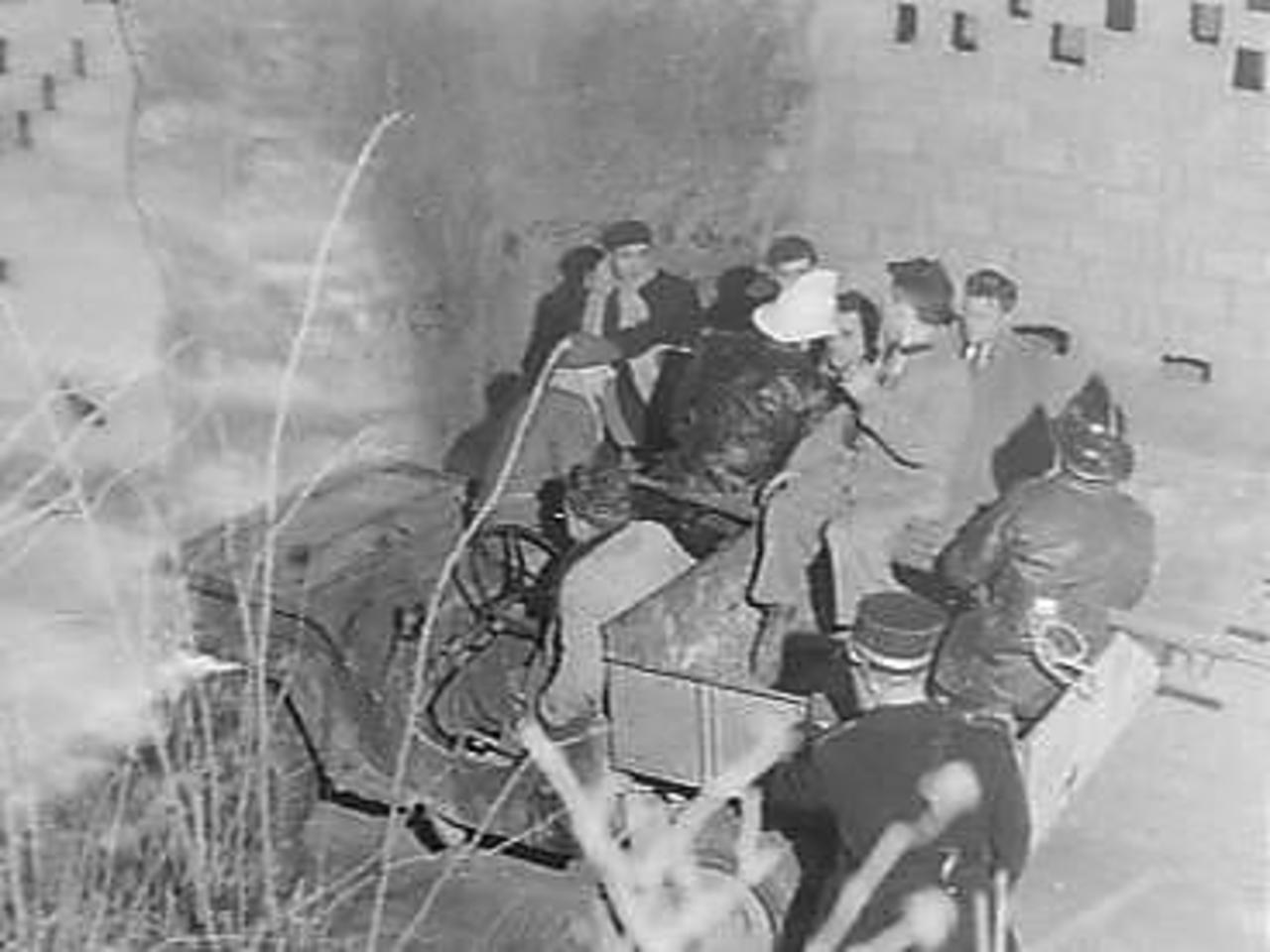
Een reddingsploeg gaat per jeep de groeve in

In het Belgische dorp Zichen te Zichen-Zussen-Bolder, een deelgemeente van Riemst, stortte op dinsdagochtend 23 december 1958 de mergelgroeve Roosburg, waarin champignonkwekerijen waren gevestigd, in. Bij de ramp vielen achttien doden.
De ingestorte kwekerijen behoorden op het moment van de ramp tot de belangrijkste in West-Europa. Zo'n 80% van de Belgische champignonproductie kwam uit deze kwekerijen.

## Oorzaak
De oorzaak van de instorting van het centrale deel van de groeve was roofbouw op de pilaren om een maximaal vloeroppervlak voor de champignonkweek te scheppen, een verzwakte ondergrond door ontginning in onderliggende lagen en de mindere kwaliteit van het gesteente in het ingestorte gedeelte. In de dagen voorafgaande aan de instorting 'kraakte' het in de groeve volgens overlevenden. Sommigen besloten daarom niet te gaan werken, maar het overgrote deel van de arbeiders ging toch de groeve in.

## Gevolgen
Tot het moment van de ramp werkten ruim 200 mensen in de champignonkwekerijen in mergelgroeve en nog bijna evenveel in toeleverende bedrijven. Naast het verlies van achttien mensenlevens had het dorp na de ramp te kampen met grote werkloosheid.

## Herdenking

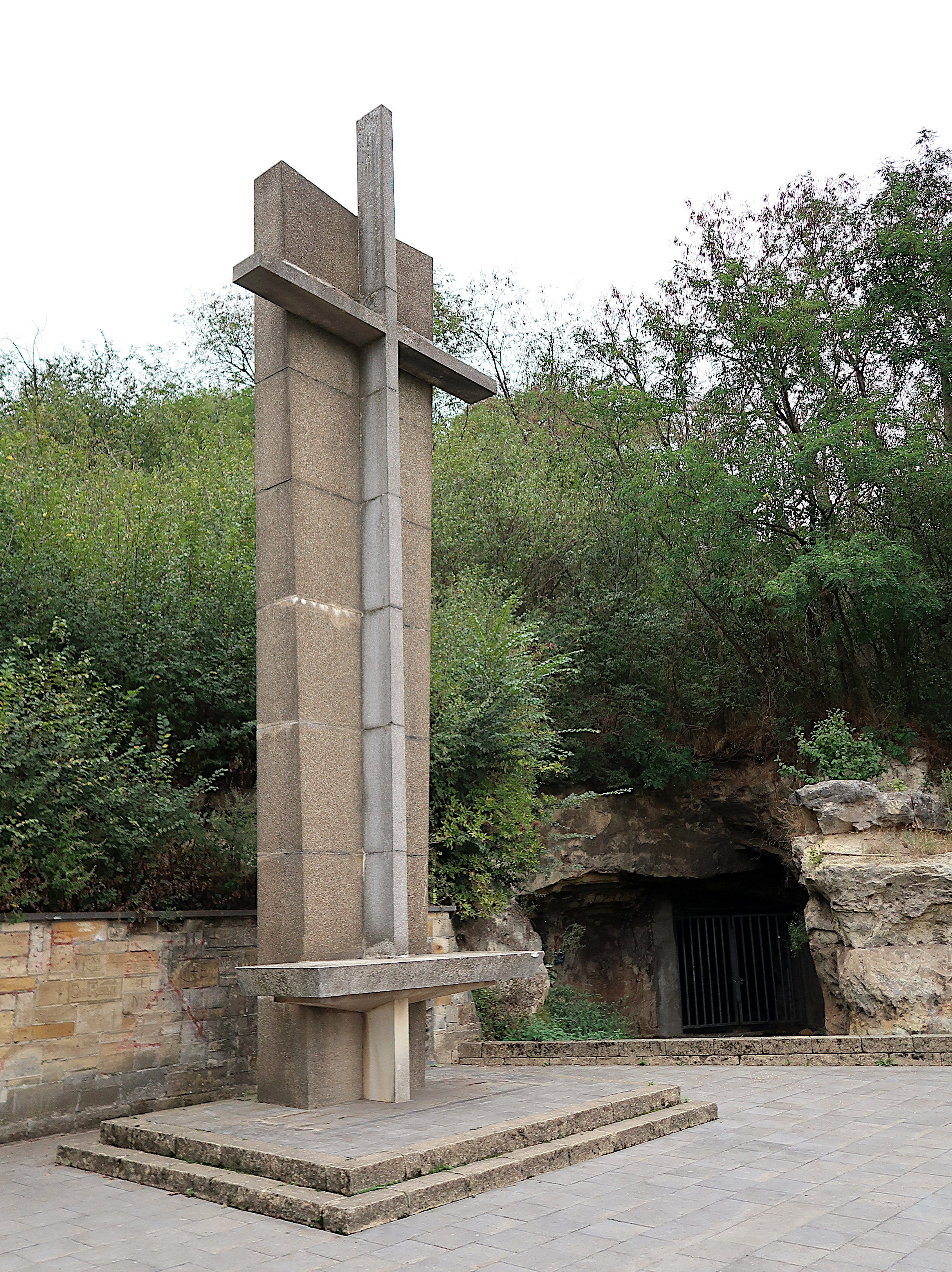
Monument voor de slachtoffers van de Roosburgramp

Elk jaar op pinkstermaandag vindt in Zichen een herdenking van de ramp plaats aan het monument ter nagedachtenis van de achttien slachtoffers. Hierbij zijn de burgemeester van Riemst en verschillende schepenen aanwezig. 
In 2008 werd extra aandacht aan de ramp besteed. Er werd een documentaire samengesteld met getuigenissen van oud-werknemers, redders en familieleden van slachtoffers. Op 23 december 2008 – precies 50 jaar na de ramp – vond een herdenking plaats in de kerk van Zichen, waarna een fakkeltocht werd gehouden naar het monument. Op het monument legden nabestaanden van de slachtoffers 18 witte rozen. 

## Media
Over de ramp verschenen twee non-fictieboeken van Vital Medaerts, Roosburgramp eist achttien doden: Mergel, een zegen of een vloek? en Roosburgramp, 50 jaar later.
In de roman Mise en place vertelt de auteur Margot Vanderstraeten het verhaal van een kok wiens jongste zus onverwacht overlijdt en hem een dagboek nalaat. Het verhaal is verzonnen, maar wel met de ramp van de Roosburggroeve op de achtergrond.
De podcastreeks HBvL True Crime wijdde een serie aan de ramp. Het gaat om 3 afleveringen (7.1-7.3) uit december 2022.